# Microlophus grayii
Microlophus grayii is een hagedis uit de familie kielstaartleguaanachtigen (Tropiduridae).

## Naam en indeling
De wetenschappelijke naam van de soort werd voor het eerst voorgesteld door Thomas Bell in 1843. Oorspronkelijk werd de wetenschappelijke naam Leiocephalus Grayii gebruikt en later werd de hagedis tot de kielstaartleguanen uit het geslacht Tropidurus gerekend. De soortaanduiding grayii is een eerbetoon aan de Britse zoöloogJohn Edward Gray (1800 - 1875).

## Verspreiding en habitat
Microlophus grayii komt voor in delen van noordelijk Zuid-Amerika in Ecuador op de Galapagoseilanden. De hagedis leeft endemisch op het eiland Floreana en de kleine nabijgelegen eilandjes Champion en Gardner. Deze hagedis leeft in laaglandgebieden.In het noordwestelijke deel van de Galapagoseilanden komt de verwante Microlophus albemarlensis voor.

## Beschermingsstatus
Door de internationale natuurbeschermingsorganisatie IUCN is de beschermingsstatus 'gevoelig' toegewezen (Near Threatened of NT).